# يوتا يول
يوتا يول (بالألمانية: Jutta Jol)‏ هي ممثلة ألمانية، ولدت في 4 فبراير 1896 بمتز في فرنسا، وتوفيت في 26 أكتوبر 1981 ببرلين في ألمانيا.

## وصلات خارجية
- جوتا يول على موقع IMDb (الإنجليزية)
- جوتا يول على موقع قاعدة بيانات الأفلام السويدية (السويدية)